# Renosterveld

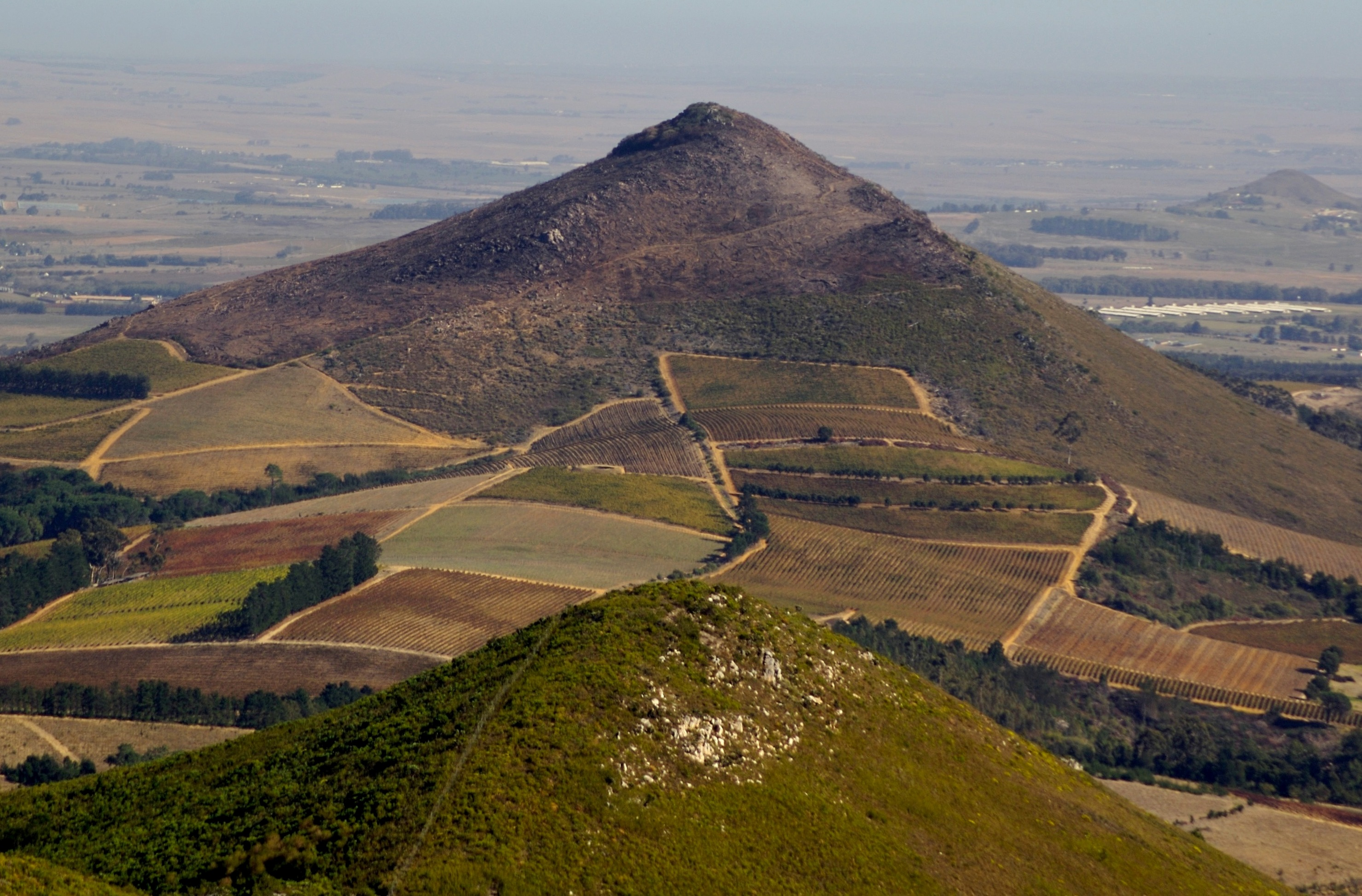
Hàbitat de vegetació Renosterveld restringida a la part alta dels turons per causa dels conreus. Regió:Cap Occidental.

Renosterveld és un terme utilitzat per una de les comunitats vegetals i tipus de vegetació més importants de la Regió florística del Cap (Regne Floral del Cap). Aquesta formació vegetal és localitzada al sud-oest i sud-est de l'estat de Sud-àfrica, a la part més austral del continent de l'Àfrica. És una ecoregió pertanyent al bioma de Bosc i matollar mediterrani.

## Etimologia
Renosterveld traduït directament en llengua afrikaans significa "camp de rinoceront", una possible referència a l'elevat nombre de rinoceronts dels colonitzadors afrikaners de l'època. També pot derivar el seu nom dels renosterbos ("arbusts rhinoceros arbustos" - Elytropappus rhinocerotis), que és una espècie comuna d'arbustos que es troba aquí. El color gris cendrós del renosterbos és similar al color de la pell d'un rinoceront.

## Geologia
Les plantes de Renosterveld creixen en un sòl ric, la qual cosa les fa més nutritives que les típiques plantes fynbos. Normalment, el renosterveld es limita àmpliament a sòls de gra fi, principalment argiles i llims, que es deriven de les pissarres dels grups geològics Malmesbury i Bokkeveld i de la seqüència de Karoo. A les regions més seques també es prosperen en sòls derivats de la sèrie petrològica Granits del Cap.
El Renosterveld normalment creix en àrees que tenen moderada pluviositat d'hivern de 300–600 mm per any. Pot sobreviure a incendis relativament freqüents (Piròfits).

## Tipus de Renosterveld

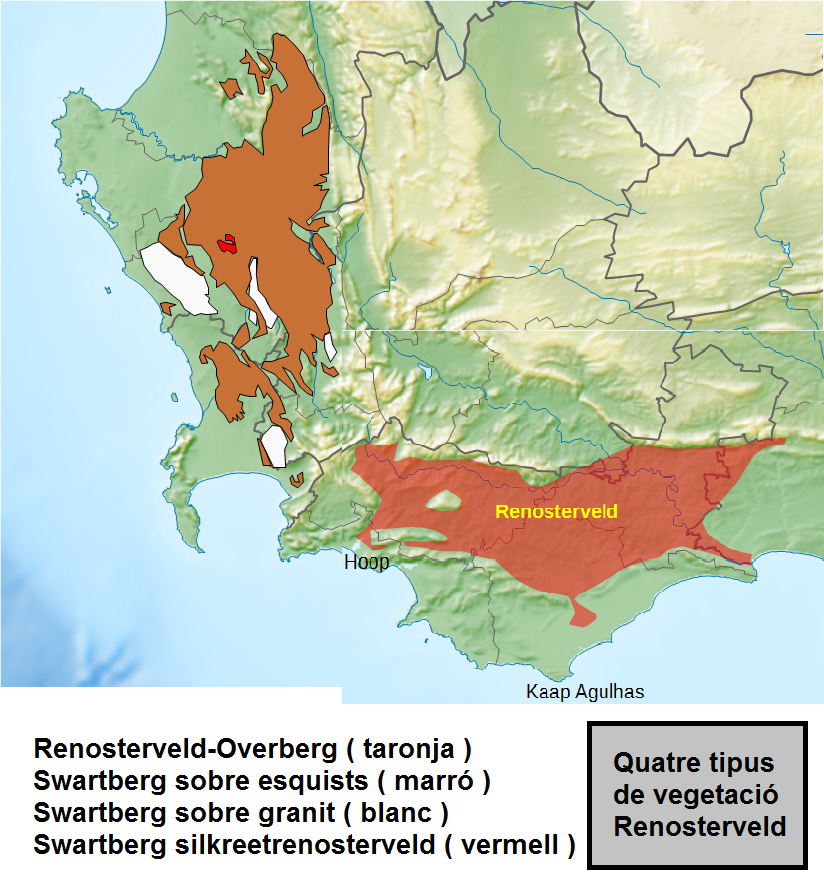
Hipotètica extensió original dels diversos tipus de Renosterveld

Una classificació general diferencia Renosterveld de l'oest (Swartland) i del sud (Overberg), però també a l'altura a la qual creix: Renosterveld costaner i bergrenosterveld. Bergrenosterveld té més suculentes que el Renosterveld costaner i el Renvosterveld de l'oest té més influències fynbos, menys herbes i una major varietat de plantes anuals i cultius bulbosos. El sud obté més pluja i té més herbes. També hi ha diferències més grans segons l'alçada.

### Overberg.
El 2013, la WWF va comprar la superfície Haarwegskloof. Inclou la peça més gran de Renosterveld-Overberg que encara existeix (500 ha). Es troba al nord de la reserva natural de De Hoop i hi ha plans per connectar-los. La zona Overberg està pintada de color taronja en el mapa adjunt.

### Swartland.
Una altra zona amb vegetació renosterveld es desenvolupa a les pissarres de Swartland. Hi ha tres tipus de renosterveld en Swartland:
- Swartberg sobre esquists (color marró en mapa adjunt)
- Swartberg sobre granit (color blanc en mapa adjunt)
- Swartberg silkreetrenosterveld (vermell en el mapa) - sorra i grava a partir de conglomerat silici-[4]

La WWF divideix els camps de Renosterveld costaners i de muntanya en dues diferents regions ecològiques: el camp fynbos i el Renosterveld costaner i el camp de fynbos i renosterveld de muntanya.

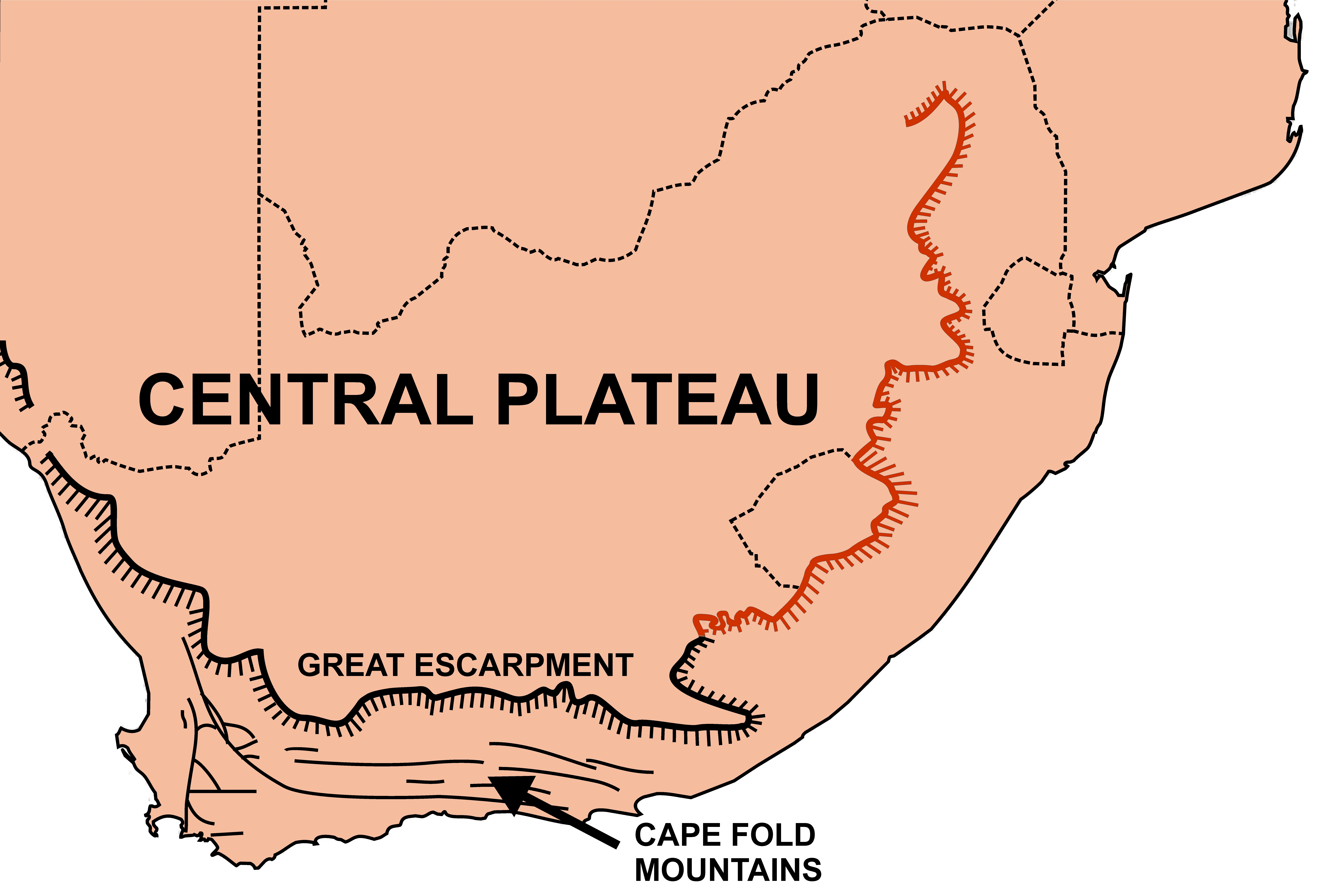
Les serralades "Cape Fold" situades entre la costa i el gran escarpament tenen una gran importància en l'existència de la vegetació Renosterveld

Es distingeixen els següents tipus de Renosterveld:
- Renosterveld de la Costa Oest; Clima mediterrani, precipitacions hivernals amb precipitacions anuals de 300 a 600 mm
- Renosterveld de les Muntanyes Centrals
- Renosterveld de les Muntanyes de l'Escarpment
- Renosterveld de les Muntanyes del Nord-oest

## Característiques

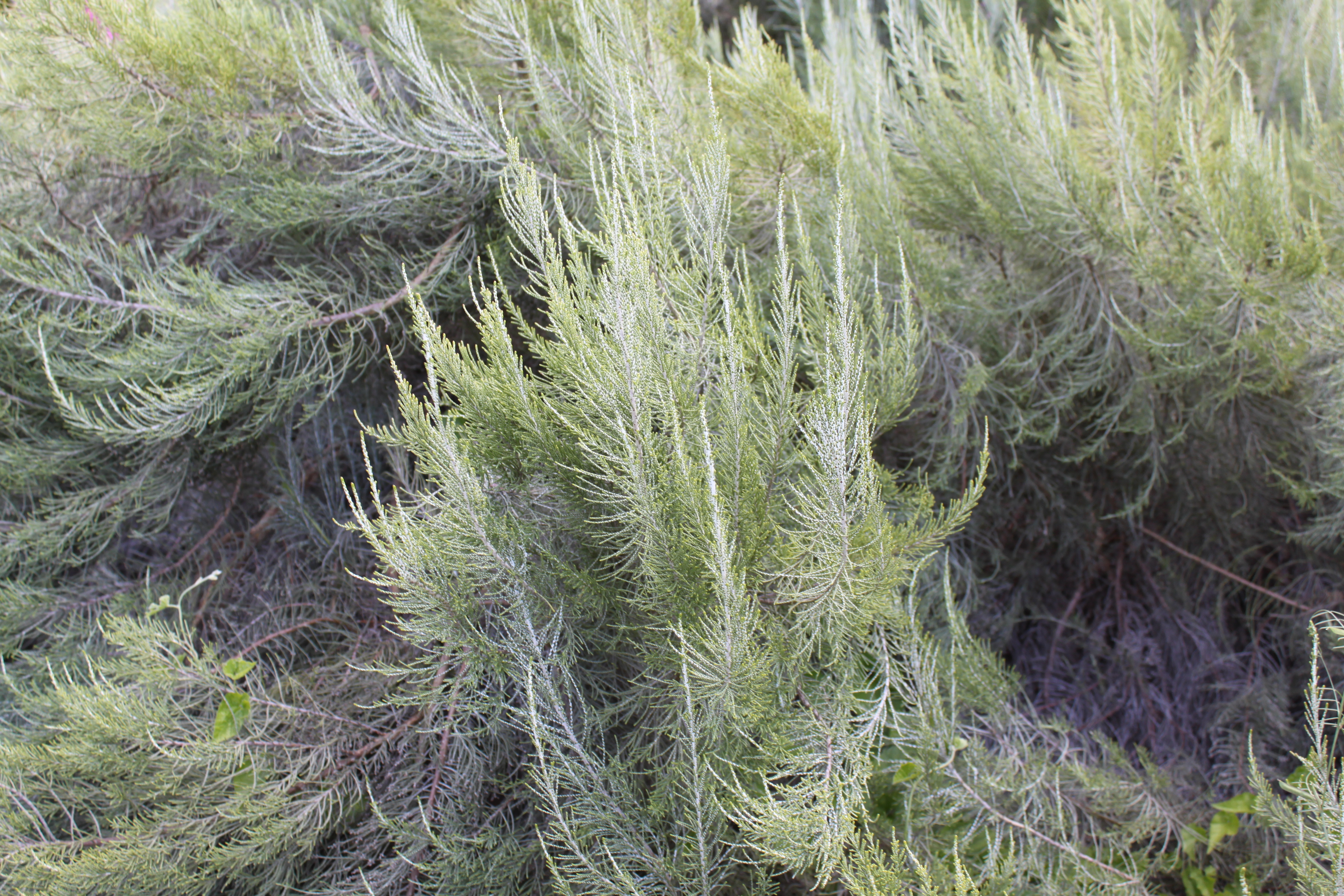
Renosterbos (Arbust de rinoceront) (Elytropappus rhinocerotis)

### Flora
Aquest tipus de vegetació està dominat per una espècie de planta de color gris anomenada renosterbos. No obstant això, les Protea, les Erica i els Restios, típics dels hàbitats fynbos, tendeixen a produir-se en abundància molt baixa en renosterveld. Hi ha pocs endemismes que es presentin en la vegetació renosterveld només. Moltes de les espècies es produeixen també en fynbos. No obstant això, les espècies endèmiques de la Regió Florística del Cap formen aproximadament un terç de les espècies de plantes renosterveld, i moltes d'elles pertanyen a famílies que no es consideren d"afinitat pel Cap" (és a dir, aquestes famílies també són diverses fora del Regne Floral del Cap) .
Típiques plantes renosterveld inclouen:
Herbes
Themeda triandra
Arbusts i arbres petits
Renosterbos, karee, Eriocephalus africanus, olivera borda.
Perennes
Plantes amb òrgans de reserva subterranis com l'iris, amaryllis, jacint, orquídia i altres famílies de planta.

#### Usos
Els habitants originals del Cap Occidental, els de San i Khoi, van utilitzar plantes renosterveld com a aliments, medicaments i pastures. A causa de les seves poblacions relativament petites i els seus estils de vida senzills, no van causar molts danys a aquest ecosistema.
Molts arbres i arbusts del renosterveld produeixen baies, les quals atreuen ocells frugívors (p. ex. bulbuls, <i>Zosterops virens</i>) i altres animals (p. ex. Psammobates geometricus, papions negres…).
Durant primavera, les flors de renosterveld atreuen una varietat àmplia de pol·linitzadors, com abelles, mosques, escarabats i suimanga.

### Fauna
A causa de la seva elevada fertilitat del sòl, és probable que tots els ramats de caça gran en el bioma fynbos s'hagi produït en el renosterveld. Per això la zebra de muntanya, quaga, antílop blau, antílop roan, búlbal vermell, eland, damalisc, elefant, búfal africà i rinoceront negre, eren comuns, així com el lleó, guepard, gos salvatge africà, hiena tacada i lleopard.
Dues d'elles només s'han produït dins del bioma fynbos: bluebuck i bontebok. D'aquests grans mamífers, només la supervivència de la zebra de la muntanya i del lleopard (fugint a les muntanyes), amb la bontebok que va sobreviure prop de Bredasdorp. Totes les altres espècies van extingir-se al bioma fynbos (una petita població d'elefants relictes encara sobreviu a la zona al voltant del riu Gouritz i de les zones circumdants dins de la zona del bioma fynbos), encara que moltes han estat introduïdes en àrees de conservació de fora de la regió. El quaga i el bluebuck estan extints, encara que hi ha un projecte (el Projecte Quaga) per restaurar les zebres comunes amb patrons similars al quaga.

## Amenaces
La fertilitat alta dels sòls on creix el renosterveld ha significat que la majoria de l'àrea ha estat convertida a l'agricultura, principalment blat.
Es diu que la coberta alta arbustiva és el resultat de la pastura contínua. Els primers registres suggereixen que el renosterveld tenia herbàcies abundants i que la caça i el bestiar dels khoi migrava per la regió. Amb l'establiment de ramaders europeus, el pasturatge continu i l'eliminació de la diversa fauna de pastura i menja de fulles altes (arbres i arbusts), es va promoure l'element arbustiu. Aquesta teoria no és universalment acceptada, però els defensors argumenten que el sobtat declivi del fenc a prop de Ciutat del Cap a principis del segle xviii i els nombrosos registres històrics dels primers exploradors que afirmaven que el renosterbos prenia el relleu i que la gespa esdevenia escassa.
A la regió florística del Cap, es conserven formalment menys del 2% dels tipus de vegetació renosterveld. Aquests són alguns dels tipus de vegetació més amenaçats del món.
Sembla poc probable que es tornin a introduir poblacions viables de grans mamífers al bioma fínbos per aquest motiu.

## Conservació
Les organitzacions de conservació i els voluntaris estan treballant amb agricultors i municipis per identificar, cartografiar i protegir les àrees més preuades que resten de renosterveld al Cap Occidental. Per obtenir més informació, consulteu:
- http://www.botanicalsociety.org.za
- http://www.capenature.co.za
- http://www.sanbi.org
- http://www.renosterveld.org Arxivat 2014-09-19 a Wayback Machine.